# Les Vampires de Manhattan
 (juin 2008).
Si vous disposez d'ouvrages ou d'articles de référence ou si vous connaissez des sites web de qualité traitant du thème abordé ici, merci de compléter l'article en donnant les références utiles à sa vérifiabilité et en les liant à la section « Notes et références ».
Les Vampires de Manhattan (titre original : en anglais : Blue Bloods) est une série de romans de Melissa de la Cruz, qui raconte l'histoire d'un groupe de New-Yorkais, chic et particulier. En effet, ce sont des sang-bleus, des vampires.
Les principaux personnages de cette série sont Theodora Van Alen, mi-sang-bleue mi-humaine, Oliver, son intermédiaire et meilleur ami, Bliss Llewellyn, Madeleine « Mimi » Force et Benjamin « Jack » Force, des sangs-bleus également.

## Livres de la série
1. Les Vampires de Manhattan, Albin Michel Jeunesse, 2007 ((en) Blue Bloods, 2006)
2. Les Sang Bleu, Albin Michel Jeunesse, 2009 ((en) Masquerade, 2007)
3. Les Sang d'Argent, Albin Michel Jeunesse, 2009 ((en) Revelations, 2008)
4. Le Baiser du vampire, Albin Michel Jeunesse, 2009 ((en) The Van Alen Legacy, 2009)
5. Le Secret de l'ange, Albin Michel Jeunesse, 2010 ((en) Misguided Angel, 2010)
6. La Promesse des Immortels, Albin Michel Jeunesse, 2011 ((en) Lost in Time, 2011)
7. Les Portes du paradis, Albin Michel Jeunesse, 2012 ((en) The Gates of Paradise, 2013)

H. S. Bloody Valentine, Albin Michel Jeunesse, 2011 ((en) Bloody Valentine, 2010)
Une nouvelle série, nommée Wolf Pact, est prévue pour paraître une fois paru le dernier tome de la série Les Vampires de Manhattan.

### Personnage principal
- Theodora Van Alen : Theodora est une belle jeune fille discrète et introvertie. Ses seuls amis sont Oliver Hazard-Perry et Dylan Ward, par la suite, elle se liera d'amitié avec Bliss Llewellyn. Elle est mi-sang-bleu, mi-humaine, née de Gabrielle l'Incorrompue et d'un humain. Elle est amoureuse de Jack Force. Mal à l'aise dans la société hype de New York, elle crée son propre style vestimentaire, en superposant ses vêtements. Elle devient très rapidement un personnage clé de la société Sang-Bleu puisqu'elle sera la dernière survivante des Van Alen.

### Personnages secondaires

#### Les amis ou connaissances de Theodora
- Oliver Hazard-Perry : Oliver est le meilleur ami de Theodora dont il est secrètement amoureux. Il est également son Intermédiaire (il la guide vers la lumière).
- Dylan Ward : C'est le petit-ami de Bliss, victime d'un sang d'argent.
- Bliss Llewellyn : Bliss est la sœur cachée de Theodora qui est une sang-bleue. Elle a une petite sœur nommée Jordan, qui est en fait Sophia, La Vigie, l'ange de la vérité. Bliss est la fille de Gabrielle l'Incorrompue, Allegra Van Alen et de Lucifer. Ce dernier lui a donné comme nom, Azazël la Ténébreuse, mais après avoir parlé pour la première fois à sa mère, cette dernière lui donna pour nom Lupus Theliel (ange de l'amour et le fléau des loup).

#### La famille Van Alen
- Cordelia Van Alen : La grand-mère de Theodora (Séraphiel, l'ange du chant). Elle n'est pas très proche de sa petite-fille. Elle meurt, tuée par un sang d'argent, en envoyant Théodora en Italie, pour retrouver son grand-père afin de poursuivre l'héritage des Van Alen.
- Allegra Van Alen : Elle est l'archange Gabrielle, l'Incorrompue. Elle a rompu le lien immortel qui la reliait à Michel pour se marier avec un sang-rouge, Stephen Chase qui est le père de Theodora. Elle est dans « le coma » depuis la naissance de Theodora, elle s'est plutôt endormie volontairement de chagrin ayant perdu son mari peu de temps avant la naissance de leur fille. Elle est aussi la mère de Bliss, qu'elle a conçue avec Lucifer en personne. Cet enfant lui a été caché par son père et son jumeau. Elle sort du coma dans Le Baiser du Vampire et confie une mission à chacune de ses filles, avant de disparaître à son tour pour aller chercher Michel, perdu après son affrontement avec le Léviathan.
- Lawrence Van Alen : Lawrence est  le grand-père de Theodora (Métatrom, le scribe céleste) parti en exil, elle le retrouve à Venise. Il revient à New York pour expliquer au conclave (assemblée de Vampires) que les sang-d'argent sont de retour. Il devient Rex, mais est tué au Corcovado (Rio de Janeiro au Brésil) par le Léviathan. Theodora jure de venger sa mort.

#### La famille Force
- Madeleine « Mimi » Force : Mimi est Azraël, l'Ange de la Mort un des deux anges de Apocalypse, la Reine-Guerrière, le présage de la Ruine et du Chagrin. Elle partage un lien éternel avec Abbadon, son frère jumeau, Jack Force. Elle voue une véritable haine à Théodora qui en devenant l'amour de Jack brise le lien qui le lie à Mimi. Elle partage une amitié superficielle avec Bliss, jusqu'à ce que cette dernière se lie d'amitié avec Théodora. Elle est belle et aime être adorée et adulée. Elle tombera amoureuse de Kingsley Martin, un sang-d'argent repenti, mais ne se rendra compte de ses sentiments qu'au sacrifice de ce dernier. Dans la Promesse des Immortels, elle essaye et arrive à retrouver Kingsley aux Enfer et parvient à le convaincre de retourner sur Terre. Pour cela, elle est obligée de donner son âme et ne le reconnaît plus. Ils se retrouveront dans le dernier tome de la saga, où elle permet à Kingsley d'obtenir l'arme afin d'anéantir Lucifer en se faisant passer auprès de ce dernier pour une de ses fidèles. Elle finira par se lier définitivement avec Kingsley à la fin du tome, où celui-ci lui promettra de ne jamais l'abandonner.
- Benjamin « Jack » Force : Frère jumeau de Mimi Force, il partage un lien éternel avec Azraël. Il est l'ange Abbadon, l'Ange de la Destruction, aussi appelé Abbadon, l'Ange de l'Apocalypse, Abbadon le Cruel, Abbadon l'Improbable ou encore le Destructeur des Mondes. Fou amoureux de Théodora, il brisera le lien immortel qui le rattache à Azraël afin de pouvoir vivre pleinement son amour.
- Charles Force : Il est l'ange Michel, Le Cœur Pur, le seul avec Gabrielle l'incorrompue à avoir choisis sa pénitence pour aider les vampires à regagner le Paradis. Il partageait un lien immortel avec Gabrielle, mais cette dernière le brisa pour s'unir a un humain, le père de Théodora. D'abord Rex au sein du Conclave, Charles est détrôné par Lawrence Van Alen. Il est alors renfrogné et replié sur lui-même. Il part ensuite à la poursuite du Léviathan (créature mystique de l'Apocalypse) et disparaît de la surface du monde.
- Trinity Burden Force : C'est la nouvelle femme de Charles. Son nom d'ange est Sandalphon, l'ange du silence. Elle n'a épousé Charles que par obligation après qu'Allegra ait brisé le lien qui les rattachait. Elle pense toujours à son frère, l'ange Salgiel, disparu. Elle aimerait tout comme les « sangs rouge » avoir une vraie famille.

## Résumés

### Tome 1:Les Vampires de Manhattan
Il n'y a pas plus glamour que Mimi et son frère Jack au lycée ultra chic Duchesne, à New York. Snobs et branchés, ils forment avec leurs amis un club. Theodora, qui n'est pourtant pas insensible au charme du très sexy Jack. Pourquoi un garçon si populaire s'intéresse-t-il soudainement à elle ? Quel rapport avec Aggie, une élève retrouvée morte, vidée de son sang ? Theodora est déterminée à le découvrir quand apparait sur sa peau un entrelacs de veines bleutées qui lui glace le sang. Elle non plus n'est pas une fille tout à fait comme les autres. Très bon.

### Tome 2:Les Sang Bleu
Qu'importe le danger, pourvu qu'il soit glamour… À Venise comme à New York, la fête bat son plein. Sublime et glaciale, la rivale de Theodora Van Alen, Mimi Force, prépare le grand événement chez les vampires : le bal des Quatre-Cents. Robes haute couture, hype attitude, baisers vénéneux dans les places, tout serait parfait si derrière les masques les vrais dangers ne guettaient pas Theodora et ses amis. 

### Tome 3:Les Sang d'Argent
À Manhattan ou à Rio, en Balenciaga ou en Prada, Theodora Van Alen défile maintenant pour les couvertures les plus hype et fréquente en secret Jack Force. Hélas, la suspicion enfle dans le petit monde des vampires. Qui sait réellement d'où vient la jeune fille ? Tous les regards se tournent vers elle, et pas seulement ceux des photographes. Lorsque les sang-bleu sont invités à un dîner de gala au Brésil. Theodora croit échapper aux rumeurs. Mais quelqu'un l'attend à Rio et le danger est plus grand qu'une chute en Stiletto…

### Tome 4:Le Baiser du vampire
Jamais qu'elle n'a cessé de l'aimer, jamais elle ne pourra l'oublier… Loin de Jack, traquée par les sang d'argent, Theodora se réfugie dans un hôtel particulier à Paris. Dans la capitale la plus fashion du monde vit la seule vampire qui puisse l'aider : la très puissante Isabelle d'Orléans. Theodora se rend au bal des mille et une nuits dans l'espoir de la rencontrer. Mais le vertige s'empare d'elle, son cœur s'emballe : Jack est là, devant elle, plus attirant que jamais. Que fait-il à Paris ? Est-il venu l'aider ou la perdre une fois encore ?
De son côté, Mimi est partie avec le redoutable Venator Kingsley et son équipe à la recherche de la Vigie, sur ordre de Michel. Entre combats et recherches désespérées, Mimi se rapproche petit à petit du séduisant Venator…

### Tome 5:Le Secret de l'ange
Ce n'est pas parce qu'on est une vampire qu'on n'a pas le cœur qui bat ! Theodora est en Italie avec Jack Force, l'amour de sa vie. Mais le voyage n'a rien d'une escapade romantique. Les deux amants doivent trouver la porte de la Promesse. Celle dont Lucifer, le seigneur des sang-d'argent, a besoin pour revenir sur Terre. À New York, Mimi Force a le cœur brisé depuis le départ de Jack et le sacrifice de Kingsley, dont elle était tombé amoureuse. Or le temps presse. Les sang-bleu sont menacés par un mystérieux maître chanteur. Theodora comme Mimi sont à la croisée des chemins : le destin des vampires est entre leurs mains.

### Tome 6:La Promesse des Immortels
De New York au Caire du paradis aux enfers. À peine unie à Jack Force, Theodora doit déjà le quitter. Direction Le Caire et la véritable porte de la Promesse ouvrant sur les enfers. Mais en Égypte, une terrible révélation l'attend, une vérité cachée menaçant tous les sang-bleu… mettant une nouvelle fois son histoire d'amour en péril. Mimi elle, décide d'aller chercher Kingsley, dont le sacrifice l'a envoyé en Enfer. Mais elle devra encore affronter de nouvelles épreuves avant de retrouver son amour perdu.

### Tome 7:Les Portes du paradis
Trois millions d'exemplaires dans le monde. Élu le meilleur roman de vampires de tous les temps. Voici le final explosif de la saga des Vampires de Manhattan. Londres. Lieu de la confrontation à mort entre sang-bleu et sang-d'argent. Si la bataille est inévitable, les deux camps ignorent ce qui la déclenchera. Plus que le combat, Theodora craint de se retrouver face à son grand amour et de perdre la guerre. Sans imaginer une seconde que, dans cette lutte sans merci, les deux sont liés… Mimi elle, agent infiltré dans le clan de Lucifer, doit faire face à son grand amour Kingsley qui la croit être passée du côté des traîtres. Les deux amants s'affronteront dans la lutte pour la victoire sans savoir s'ils seront capables de se faire face. Peuvent-ils avoir une fin heureuse ? 

### H. S.:Bloody Valentine
Allegra a osé aimer un humain. Oliver a subi les affres de sa passion pour Theodora. Et surtout, Theodora et Jack ont défié les lois implacables des Sang-Bleu, une certaine nuit à Florence. Passions inavouables et ténèbres romantiques, liens cruels et pactes nocturnes, toutes les affres amoureuses de vos vampires préférés.